# Stazione di San Giovanni (Alghero)
La stazione di San Giovanni era una fermata ferroviaria situata nei pressi dell'omonimo lido della città di Alghero, lungo la linea per Sassari.

## Storia
La fermata nacque negli anni cinquanta ad opera della Strade Ferrate Sarde, gestore al tempo delle ferrovie a scartamento ridotto del nord Sardegna, con l'intenzione di garantire il servizio viaggiatori nell'area del lido di San Giovanni, in particolare per i collegamenti con la spiaggia algherese nel periodo estivo.
Lo scalo di San Giovanni venne impiegato sino al 5 aprile 1988, data di chiusura del tratto urbano di ferrovia tra le stazioni cittadine di Sant'Agostino e di Alghero che portò alla chiusura dell'impianto, il quale fu smantellato successivamente.

## Strutture e impianti
Della fermata non permangono più tracce nell'area in cui era situata: durante il periodo di attività era dotata del solo binario di corsa a scartamento da 950 mm, servito da una banchina e da una garitta. Al momento della dismissione l'impianto era impresenziato.

## Movimento
La fermata era servita dai treni delle Strade Ferrate Sarde in esercizio lungo la Sassari-Alghero.